# Infinite Verbformen in der spanischen Sprache
Bei den infiniten Verben im Spanischen, formas no personales del verbo, auch verboides handelt es sich um Formen, die weder grammatische Person und Numerus noch ein Tempus oder Modus markieren. (Im Gegensatz zum Portugiesischen findet sich im Spanischen also keine Personalflexion an Infinitiven). Infinite Verbformen stehen in Form oder Funktion manchmal einer nominalisierten Form des Verbs nahe.
In der spanischen Grammatik der Real Academia Española (RAE) aus dem Jahre 1931 wurden die „drei infiniten Formen des Verbs“ als „Modus“ bezeichnet (modo infinitivo) Im „Esbozo“ der RAE (1973) (spanisch : Entwurf, Skizze) wird die Bezeichnung „modo infinitivo“ aufgegeben und dafür von formas no personales del verbo gesprochen. Im „Esbozo“ (und auch in anderen Werken) wird zusätzlich für die drei infiniten Verbformen auch der Begriff „verboides“ verwendet. Bello (1847) bezeichnet die Wortgruppe als „derivados verbales“.
Rafael Seco (1930) gab ihnen den Namen formas auxiliares. Andere führende spanische Linguisten, so etwa Samuel Gili Gaya, Josep Roca-Pons, Manuel Seco Reymundo (1928–2021), Emilio Alarcos Llorach, u. a. sprechen von den „formas no personales“.
Zum ehemaligen modo infinitivo zählen in der spanischen Sprache bzw. Grammatik der:
- Infinitiv, infinitivo, das
- Partizip, participio,[10] und das
- Gerundium, gerundio.[11]

Das Partizip ist besonders häufig, es wird mit haber zur Bildung der zusammengesetzten Zeiten verbunden, und mit ser sowie estar zur Bildung des Passivs. Beispiele:
- Infinitiv, modo infinitivo.
  - comprar kaufen Wortstamm „compr-“ Themavokal „-a-“ Endung „-r“

- Partizip, participio pasado.
  - comprado gekauft Stamm „compr-“ Themavokal „-a-“ Endung „-do“

- Partizip, participio presente.
  - abundante reichlich Stamm „abund-“ Themavokal „-a-“ Endung „-nte“

- Gerundium, gerundio.
  - comprando während ich am Kaufen bin (oder Ähnliches) Stamm „compr-“ Themavokal „-a-“ Endung „-ndo“

## Einteilung der infiniten Verbformen im Spanischen
Funktionell können diese drei infiniten Verbformen zur Verkürzung oder auch Ersetzung von untergeordneten, aber auch nebengeordneten Sätzen verwendet werden.
Die infiniten Verbformen sind nicht satzkonstituierend und bilden auch keine Tempusform im eigentlichen Sinne. Denn während die finite Verbform die ausgedrückten Sachverhalte auf die Zeit der Äußerung bezieht, indem z. B. das Tempus (temporal)deiktisch verankert ist, können die infiniten Verbformen nur im Zusammenwirken mit einem finiten Verb eine sogenannte periphrastische Tempusform bilden.
In der spanischen Sprache wird der Art und Weise, wie Handlungen verlaufen, durch verbale Umschreibungen, die so genannten Verbalperiphrasen, perífrasis verbales, Ausdruck gegeben. Dabei handelt es sich um Konstruktionen mit Verben der Bewegung, die in Verbindung mit den formas no personales del verbo, also dem Infinitiv, Partizip oder Gerundium, die ursprüngliche Bedeutung verlieren und damit Funktionen eines Quasi-Hilfsverbs annehmen. – Beispiel:
  
Ana va a estudiar. Ana wird (gehen zum) studieren. Futuro próximo de indicativo oder Futuro compuesto
Ein Vergleich mit den Bildungen der Kopulaverben und dem participio einerseits und dem Kopulaverb und dem gerundio andererseits:
- ser + participio führt zur Bildung des Vorgangspassivs. Beispiel:
  - La casa fue construida en seis meses Das Haus wurde in sechs Monaten gebaut.
- estar + participio führt zur Bildung des Zustandspassivs. – Beispiel:
  - Este cuadro estuvo pintado por Miró Dieses Gemälde wurde von Miró gemalt.
- estar + gerundio führt zu einer Beschreibung einer gerade verlaufenden Handlung. – Beispiel:
  - Está lloviendo Es ist am Regnen / Es regnet gerade.

| Verben                       | hablar                     | temer                      | partir                     |
| ---------------------------- | -------------------------- | -------------------------- | -------------------------- |
| Suffix                       | -ar                        | -er                        | -ir                        |
| Infinitivo                   | hablar                     | temer                      | partir                     |
| Suffix                       | -ando                      | -iendo                     | -iendo                     |
| Gerundio                     | hablando                   | temiendo                   | partiendo                  |
| Suffix                       | -ado / -ados; -ada / -adas | -ido / -idos; -ida / -idas | -ido / -idos; -ida / -idas |
| Participio pasado o perfecto | hablado / hablada          | temido / temida            | partido / partida          |
| Suffix                       | -ante                      | -iente                     | -ente                      |
| participio presente o activo | hablante                   | -                          | -                          |

## Infinitivo
In der Grammatik wird der Infinitiv als ein sustantivo abstracto (spanisch für abstraktes Substantiv, Abstraktum) oder sustantivo verbal (span. f. verbales Substantiv, Verbalsubstantiv) beschrieben und versucht mit dieser Benennung seine nicht eindeutige festzulegende Wortkategorisierung, zwischen einem (funktionellen) Verb bzw. Substantiv zu erfassen. So kann ein Substantiv als nominalisiertes Infinitiv eines Verb auftreten bzw. gebildet werden.
Im Spanischen gibt es drei Konjugationssysteme mit den entsprechenden Suffixen: die a-Konjugation (z. B. hablar sprechen), die e-Konjugation (z. B. comer essen) und die i-Konjugation (z. B. vivir leben). Eine Vielzahl häufig benutzter Verben weist unregelmäßige Formen auf. Diese Endungen verschlüsseln nichts inhaltliches, sondern geben vielmehr eine formale, syntaktische Eigenschaft kund. Infinitive können keinen Kasus zuweisen, denn sie erlauben keine Subjekte.
Satzkonstruktionen mit einem Infinitiv finden im Spanischen eine weite Anwendung, so werden sie verwendet um Neben-, Relativ-, Konditional-, Final-, Kausal- und Temporalsätzen zu verkürzen oder gar zu ersetzen.
Üblicherweise bezeichnet man mit dem Begriff des Infinitivs, infinitivo simple activo den einfachen aktivischen Infinitiv. In der dritten und vierten Kolumne der Tabelle werden die Beispiele der zusammengesetzten aktivischen und passivischen Infinitive, infinitivo compuesto activo o pasivo gezeigt, die ausnahmslos mit „haber“ als Hilfsverb und dem participio pasado gebildet werden.
Ähnlich in der deutschen Sprache zeigt sich ein aspektueller Unterschied: mit dem einfachen Infinitiv, infinitivo simple activo bezeichnet man „Unabgeschlossenes“ und mit dem zusammengesetzten Infinitiv, infinitivo compuesto activo einen „abgeschlossenen“ Tatbestand.
– Beispiel:
```
Ella estuvo muy agradecida de 
haber comenzado
 el proyecto muy eficar.
 
Pretérito imperfecto de indicativo
 + 
infinitivo compuesto activo o pasivo
 (abgeschlossener Tatbestand bzw. Handlung)

Ella estuvo muy agradecida de 
comenzar
 el proyecto muy eficar.
 Pretérito imperfecto de indicativo + 
infinitivo simple activo
 (unabgeschlossene Handlung)
```

Der zusammengesetzte, perfekte Infinitiv zeigt eine Handlung an, die vor der Aktion des Hauptverbs auftrat, aber nur, wenn das Subjekt beider Verben gleich ist. – Beispiel:
```
Espero 
haber terminado
 antes del mediodía.
 
Ich erwarte haben fertig vor dem Mittag.
```

Man findet im Spanischen vier Formen des Infinitivs, worin es dem Deutschen gleicht. Die einfache Form des Infintivs Präsens und die zusammengesetzte Form des Infinitivs Perfekt, jeweils im Aktiv und Passiv.
| Verben mit den Suffixen | einfache (Aktivform), infinitivo simple activo | zusammengesetzte (Aktivform), infinitivo compuesto activo | einfache (Passivform), infinitivo simple pasivo | zusammengesetzte (Passivform), infinitivo compuesto pasivo |
| ----------------------- | ---------------------------------------------- | --------------------------------------------------------- | ----------------------------------------------- | ---------------------------------------------------------- |
| -ar                     | hablar                                         | haber hablado                                             | ser hablado                                     | haber sido hablado                                         |
| -er                     | temer                                          | haber temido                                              | ser temido                                      | haber sido temido                                          |
| -ir                     | partir                                         | haber partido                                             | ser partido                                     | haber sido partido                                         |

Man verwendet Infinitivergänzungen in Kombination mit bestimmten Wörter (Verben), begleitenden Präpositionen oder allgemeinen Wendungen. Solche Infinitivergänzungen können sich dann entweder auf das Subjekt oder das Objekt beziehen.
Aber auch in Verbindung mit unpersönlichen Wendungen sind sie präsent. Häufig treten diese als Kombination von „ser + adjetivo“ auf. – Beispiele:
```
es difícil; es mejor; es peligroso; es impertinente
```

Als Objekt steht im Spanischen der Infinitiv nach allen Verben, die ein Substantiv als direktes Objekt nach sich ziehen. – Beispiele:
- Le aconsejé salir enseguida. Ihr/ihm ich riet zu gehen sofort. Pretérito indefinido de indicativo
- ¿Qué crees conseguir de esta manera? Was du glaubst zu erreichen auf diese Art und Weise? Presente de indicativo

Auch nach den Modalverben steht häufig der Infinitiv, darin ähnelt sich das Spanische in der Verwendung mit dem Deutschen.
Im Spanischen werden aber darüber hinaus auch die Verben aus den Wortfeldern des „Denkens“ und des „Sagens“ meist mit dem Infinitiv versehen.
- aconsejar; creer; decidir; decir; negar; ofrecer

Verben aus dem Wortfeld des „Wollens“ oder „Intendieren“ und solchen die die interne Stimmung oder Gemütsbewegung wiedergeben finden sich ebenfalls in Verbindung zu einem Infinitiv.
- celebrar; decidir; desear; determinar; declarar; intentar; osar; pensar; permitir; preferir; pretender; prometer; necesitar
- esperar; evitar; parecer; sentir; temer[14]
- Beispiele:
  - No quiero hacer esperar a mi capataz. Nicht ich möchte warten lassen meinen Polier.
  - Quiero comprar un buen Peyote. Ich möchte kaufen einen guten Peyote.

Verben die das Streben nach einem Zweck zum Ausdruck bringen oder auch ein Ziel auszudrücken in der Lage sind führen ebenso einen Infinitiv mit sich. – Beispiele:
- - acertar; acostumbrar; alcanzar; ayudar; comenzar; echarse; forzar; inducir; negarse

Ein Infinitiv ist auch an bestimmte Verben mit etwa den Präpositionen „a“, „con“, „de“, „en“, „para“ sowie „por“ gekoppelt. Bedeutsam ist der Infinitiv mit der Präposition „a“ nach Verben aus dem Wortfeld der „Bewegung“. – Beispiele:
- - ir a; venir a; correr a; llegar a; bajar a; entrar a; salir a; volver a; tornar a; acompañar a

### Einfacher und zusammengesetzter, aktivischer Infinitiv
Der Infinitiv ist eine („verboide“) Form, die verbal oder nominal verwendet werden kann, vergleichbar mit dem Deutschen („ser“ sein, „el ser“ das Sein). Eine spanische Infinitivkonstruktion kann nicht immer spiegelbildlich mit dem deutschen Infinitiv übersetzt werden, sondern man muss die übersetzten Sätze umformulieren. Wird der einfache Infinitiv, infinitivo simple activo als Substantiv eingesetzt, kann man an ihm etwa dessen typische Begleiter Adjektive oder präpositionale Ergänzungen ausmachen. – Beispiele:
```
Dormir
 me gusta mucho.
 
Das Schlafen gefällt mir sehr.

El buen 
hacer
 de los servicios secretos le destrozó la vida.
 
Die gute Arbeit der Geheimdienste zerstörte sein Leben.
```

Einige Infinitive erfuhren bedingt durch den Sprachgebrauch einen gewissermaßen „idiodynamischen“ Sprachwandel; so sind etwa:
- el amenecer der Tagesanbruch
- el atardecer die Abenddämmerung
- el cuándo das Wann
- el cómo das Wie
- el deber die Pflicht, Verpflichtung
- el decir die Redensart
- el haber das Haben, Guthaben
- el mañana die Zukunft
- el parecer die Meinung, Ansicht, Urteil
- el ser das Wesen, das Sein
- el pesar der Kummer
- el placer das Vergnügen
- el poder die Macht, Ermächtigung
- el porqué der Grund, das Warum
- el quehacer die tägliche Aufgabe
- el saber das Wissen; Weisheit, Können
- el sí / el no das Ja / das Nein
- el todo die Gesamtheit

zu regulären, echten (maskulinen) Substantiven geworden.
In dieser nominalen Form können sie dann auch von einem Adjektiv begleitet werden. – Beispiel:
```
el comer bueno
 das gute Essen
```

Der zusammengesetzte Infinitiv, infinitivo compuesto activo ist die Verbindung aus dem Infinitiv von „haber“ und dem participio pasado o perfecto o pasivo des entsprechenden Verbs.
```
haber
 + participo pasado
```

| infinitivo compuesto activo                  | 1. Gruppe: -ar amar – lieben | 2. Gruppe: -er aprender – lernen | 3. Gruppe: -ir vivir – leben |
| Participio perfecto des Infinitivs und haber | haber amado                  | haber aprendido                  | haber vivido                 |

– Beispiele:
```
Gracias por haber venido.
 
Danke für's Gekommensein.
 (= Danke, dass Sie gekommen sind.)

Gracias por habernos ayudado.
 
Danke für das Helfen uns.
```

### Einfacher und zusammengesetzter passivischer Infinitiv
Sowohl der einfache als auch der zusammengesetzte Infinitiv kann in einer passivischen Form auftreten. Er wird mit dem Hilfs- oder Kopulaverb „ser“, bzw. mit dessen Präsenspartizip „sido“ in der zusammengesetzten Form gebildet. Auch hier muss Partizip, participio pasado des betreffenden Verbs mit dem Satzsubjekt in Zahl und Geschlecht übereinstimmen. – Beispiel:
```
Leopoldo debe 
ser liberado
 por principio de reciprocidad.
 
Leopoldo sollte sein freigelassen nach dem Gegenseitigkeitsprinzip.

Por tanto, todos los congresistas debieron de 
haber sido elegidos
, salvo lógicamente una minoría.
 
Daher alle Kongressteilnehmer müssen gewählt werden, es sei denn natürlich eine Minderheit.
```

## Participio
Unter dem Partizip, participio, versteht man eine infinite Verbform, das die Eigenschaften des Verbs sowie die eines Adjektivs aufweist. Es partizipiert (lat. participium, von particeps „teilhabend“; Plural: Partizipien) oder „hat teil“ an beiden Wortarten, oder an den Charakteristika der Wortarten des Adjektivs und des Verbs, deshalb auch der deutsche Ausdruck eines Mittelwortes, eines Wortes also, dass zwischen einem Verb und einem Adjektiv gebräuchlich ist.
Einige Verben, wie die unten als Beispiele aufgeführten, haben zwei Partizipien, participios eine reguläre Form, participio regular und eine unregelmäßige Form, participio irregular. Die unregelmäßige Form wirkt nur als Adjektiv und in der Regel nie als Verb, ausgenommen „freír“, „proveer“ und „imprimir“.
- soltar lösen, loslassen. Participio regular: soltado. Participio irregular: suelto, -a. He soltado  nicht aber he suelto; dafür aber
- No podemos pasear por la calle porque hay perros sueltos. Nicht wir können passieren die Straße weil es gibt Hunde freigelassene.
- he prendido nicht he preso
- he freído aber auch he frito

### Participio presente
Der Hauptunterschied zwischen dem Deutschen und dem Spanischen besteht darin, dass der Gebrauch des spanischen Partizip Präsens, participio presente, mit dem Ende des 15. Jahrhunderts, der Zeit des Mittelspanischen, zurückging und seinen verbalen Charakter fast gänzlich verlor. Während im Deutschen die Anwendung des, etwa des Partizips I, gebräuchlich ist, wird im Spanischen das Gemeinte, aus der Perspektive des deutschen Sprachgebrauchs heraus, umschrieben.
```
Das ist ein 
himmelschreiender
 Skandal.
 himmelschreiend 
Partizip I

Es un escándalo que clama al cielo.
 
Das ist ein Skandal der schreit zum Himmel.
 Umschreibung mit einem 
Relativsatz
```

So änderte sich semantisch, die Bedeutung der Präsenspartizipen im Verlauf der Sprachentwicklung häufig zu einem Adjektiv, aber auch zu einem Nomen oder einer Präposition. – Beispiele:
```
Compramos 
abundante
 comida para el fin de semana.
 
Wir kaufen reichlich Essen zum Ende der Woche.
 adjetivo 
Presente de indicativo
```

```
El sistema muestra la lista de todos los 
asistentes
 al evento.
 
Das System zeigt die Liste aller Helfer des 
Events
.
 nombre Presente de indicativo
```

```
El pago se realiza 
mediante
 tarjeta de crédito.
 
Die Bezahlung kann erfolgen mittels der Kreditkarte.
 preposición Presente de indicativo
```

Das Partizip Präsens, participio presente o activo wurde durch die Suffixe –ante, -ente und –iente gebildet. In der deutschen Sprache findet man ein:
- Partizip I: erstes Partizip, Partizip Präsens, Präsenspartizip, Mittelwort der Gegenwart, erstes Mittelwort oder Ablaufform (des Verbs), etwa glänzend, „lesend“, „sprechend“, „interessierend“, „gehend“.[19][20] Es entspricht formal dem Spanischen participio presente, welches mit den Endungen - ante, - ente und - iente geformt wird. Diese Endungen werden an den Wortstamm des Verbs angehängt. Die Participios presentes oder Adjektive, welche aus den Verben mit der ersten, der „-ar “ Konjugation gebildet werden, enden auf –ante. – Beispiele:

```
 
agob
iante
 zu agobiar, bedrücken, belasten in der Bedeutung von drückend, lastend
 
and
ante
 zu 
andar
, 
gehen

 
solloz
ante
 zu 
sollozar
, 
schluchzen, flennen

 
caus
ante
 zu 
causar
, 
verursachen, bewirken
```

Wenn das Verb zur zweiten, der „-er“ oder der dritten, der „-ir “ Konjugation gehört, dann sind die zwei Suffixe so „-ente“ oder „–iente“ möglich. Das erste From, auf „-ente“ wird im Allgemeinen auf Wörter, die direkt aus dem Lateinischen gebildet wurden, angewandt. – Beispiele:
```
 
trascend
ente
 zu 
lateinisch
 
transcendentem

 
urg
ente
 zu 
lateinisch
 
urgentem
```

Die zweite Form auf -iente beziehen sich auf Wörter meist spanischen Ursprungs. – Beispiele:
```
 
poni
ente
 zu 
poner
, 
setzen, stellen, legen

 
proveni
ente
 zu 
provenir
, 
herkommen, herstammen, stammen aus.
[
21
]
```

Das Deutsche Partizip I kann z. B. wie ein Adjektiv, attributiv verwendet werden. In der deutschen Sprache drückt das Partizip I dabei etwas nicht Abgeschlossenes aus. Es verweist auf einen Vorgang, einen Prozess und geht mit einer aktivischen Bedeutung einher, irgendetwas passiert gerade. Ein prädikativer Einsatz in Verbindung mit einem Kopulaverb, ist im Deutschen selten.– Beispiele:
```
 
Die Grippe ist ansteckend.
 (Gebräuchlich, prädikative Verwendung)
 
Dieser Mann ist rennend.
 (Ungebräuchlich)
```

Üblicherweise wird das Partizip I im Deutschen in attributiver Weise genutzt, anders als dies im Spanischen der Fall ist. Hier sind nur einzelne, als Adjektive bzw. als substantivierte Adjektive Formen im Sprachgebrauch, „brillante“, „hablante“, „interesante“, „amante“. – Beispiele:
```
 
Der rennende Mann.
 (Gebräuchlich, attributive Verwendung)
 
El hombre 
que
 corre.
 (Gebräuchlich, Übersetzung im Relativsatz)
 
El hombre corriente.
 (Ungebräuchlich; der Sinn steht in Frage.)
```

Dennoch lassen sich auch deutsche Partizipialkonstruktionen durch Relativsätze ersetzen. – Beispiele:
```
 
Ein liebender Mensch. Das ist ein Mensch, der liebt.

 
Schwimmende Elefanten. Hier sind Elefanten, die schwimmen.
```

Das deutsche Partizip I steht näher zum Adjektiv, genauer es fungiert als ein Adjektiv. Darum taucht zumeist ein im Deutschen dergestalt verwendetes Partizip I in der spanischen Übersetzung in Form des Relativsatzes auf. – Beispiel:
```
 
La mujer 
que
 duerme.
 
Die schlafende Frau.
```

Im Spanischen würde der sinnhafte verbale Charakter dieser Aussage mit dem gerundio wiedergegeben werden. – Beispiel:
```
 
Una mujer 
durmiendo
 en su cama.
 
Eine Frau war schlafend in ihrem Bett.
```

Während aber das gerundio lediglich die Vorzeitigkeit, anterioridad und die Nachzeitigkeit, posterioridad zum Ausdruck bringt, kann über das participio de presente nur die Gleichzeitigkeit simultaneidad in Worten gesetzt wird. – Beispiele:
```
 
Sonriente, Juana abrazó al José.
 
Lächelnd, Juana umarmte José.
 participio de presente + 
Pretérito indefinido de indicativo

 
Sonriendo, Juana abrazó al José.
 
Jetzt gerade lächelnd, Juana umarmte José.
 participio de presente + gerundio
```

### Participio pasado o perfecto
- Partizip II: zweites Partizip, Partizip Präteritum, Partizip Perfekt, Perfektpartizip, Mittelwort der Vergangenheit, zweites Mittelwort, Vollzugsform (des Verbs) oder Vollendungsform (des Verbs). Es wird generell mit den Endungen -t, -et, oder -en gebildet.[23] Wird verwendet, um zusammengesetzte Zeiten zu bilden, z. B. Perfekt, Plusquamperfekt, Futur II. Im Deutschen setzt das Partizip II die Vorstellung der Abgeschlossenheit sprachlich um, es verweist auf ein Resultat, irgendetwas ist abgeschlossen oder ein Ergebnis bzw. Nachwirkung. Es entspricht formal dem Spanischen participio pasado o perfecto o pasivo, welches mit den Endungen - ado und - ido geformt wird. Diese Endungen werden an den Wortstamm des Verbs angehängt. – Beispiele:

```
 
der gekochte Fisch
 der Fisch ist schon gekocht, der Fisch ist schon gekocht worden;
 
das gefundene Buch
;
 
die aufgeblühte Orchidee
.
```

Ebenso wie das Partizip I kann auch das Partizip II durch einen Relativsatz ersetzt werden. – Beispiel:
```
 
Ein gekochter Fisch.
 Ist ein Fisch, der gekocht worden ist oder wurde.
```

Diese Regel, dass die Endungen - ado und - ido das participio pasado o perfecto formen, hat ihre Gültigkeit aber nur für die regelmäßigen Formen. – Beispiel:
```
 
agiobi
ado
```

Denn die unregelmäßigen Formen stammen aus der Zusammensetzung des Verbalstammes und der Suffixe „–to“ oder „–cho“. – Beispiele:
```
 
escr
ito

 
he
cho
```

Für bestimmte Verben kann sowohl eine regelmäßige, als auch eine unregelmäßige Form gebildet werden. – Beispiele:
```
 
fr
ito
 oder 
fre
ído
 für 
freír
, 
gebraten
[
24
]
 für 
braten

 
preso
 oder 
prendido
 für 
prender
, 
gefangen
 für 
festnehmen; festmachen
.
[
25
]
```

Obzwar auch im Spanischen ein Partizip I, participio presente neben einem Partizip II, participio pasado o perfecto vorliegen, hat sich ihr Gebrauch in beiden Sprachen, dem Deutschen und dem Spanischen unterschiedlich entwickelt. Ein wesentlicher Unterschied liegt darin, dass der Einsatz des participio presente als solches gegen Ende des 15. Jahrhunderts zurücktrat und dabei seinen verbalen Charakter verloren hatte. Das participio presente wird mit den Suffixen - ante, - ente und - iente gebildet. Diese Formen des Partizips Präsens, participio presente werden im Spanischen als Adjektive bzw. substantivierte Adjektive gebraucht, eine Entwicklung, welche schon im Lateinischen ihren Anfang nahm und sich in allen romanischen Sprachen fortsetzte. – Beispiele:
- adjektisch:

brillante glänzend
ardiente brennend
- substantivisch:

la hablante die Sprechende
el orante der Betende
Die spanischen  Partizipien I, participios presentes sind funktionell als Adjektive einsetzbar, vermögen Substantive näher zu beschreiben oder werden ihrerseits zu substantivierten Adjektiven. Werden Partizipien dergestalt verwendet, muss man sich allerdings nach der Anzahl und dem Geschlecht des Substantivs bzw. Objekts oder Subjekts richten (Kongruenz). Die Partizipien müssen also in Numerus und Genus kongruent, concordancia gramatical, sein und so die entsprechenden Partizipformen bilden. – Beispiele:
```
 
viaj
ado
 
ge
reis
t

 
sent
ido
 
ge
fühl
t
```

```
 
El
 portal está abiert
o
.
 
Der Eingangsbereich ist 
ge
öffn
et
.

 
La
 puerta está abiert
a
.
 
Die Tür ist 
ge
öffn
et
.
```

Das Partizip II, participio pasado oder perfecto dient im Gebrauch mit dem Hilfszeitwort haber zur Bildung der zusammengesetzten Zeiten und mit den Kopulaverben ser und estar zur Bildung des analytischen Passivs. Während es zur Bildung der zusammengesetzten Zeiten stets unveränderlich bleibt, richtet es sich bei der Bildung des analytischen Passivs in Genus und Numerus nach dem Wort auf das es sich bezieht. Es wird bei den regelmäßigen Formen durch das Anhängen der Suffixe -ado an dem Verbstamm der Verben die auf -a enden und -ido bei den auf e- oder -i endenden Verben gebildet. – Beispiele:
- hablar hablado sprechen gesprochen
- dormir dormido schlafen geschlafen
- hacer hecho machen gemacht
- escribir escrito schreiben geschrieben

- La mujer se ha lavado Die Frau sie hat sich gewaschen.
- Los libros que he escrito Die Bücher die ich geschrieben habe.

Tritt das Partizip mit dem Hilfsverb (Auxiliar) haber zusammen werden aus diesen analytischen Wortkombinationen oder gewissermaßen „speziellen Verbalperiphrasen“ die zusammengesetzten Zeiten, tiempos compuestos. In ihnen bleibt das Partizip formal maskulin und steht im Singular. – Beispiel:
- La madre ha llamado a su hija. Die Mutter hat gerufen nach ihrer Tochter.

Wenn aber nunmehr ein anderes Verb als Hilfsverb an die Stelle von haber treten sollte, so etwa estar, tener, ser ändern sich die Bedingungen derart, dass sich das Partizip in Genus und Numerus dem Substantiv anpasst. – Beispiel:
- Tengo escritas tres poemas. Ich habe geschrieben drei Gedichte.[29]

#### Bildung des Participio pasado
Einige Verben vermögen zwei Partizipien II, participios pasados zu bilden. Eine regelmäßige und eine unregelmäßige Form. Dabei wird nur die regelmäßige Form als participio pasado für die die zusammengesetzten Zeiten, tiempos compuestos diesen „speziellen Verbalperiphrasen“ eingesetzt. Die Verwendung der unregelmäßigen Form als Adjektiv erfordert Kongruenz in Genus und Numerus mit dem entsprechenden Substantiv. Dies ist zu unterscheiden von der Bildung des Partizips bei regelmäßigen und unregelmäßigen Verben. – Beispiele:
- Regelmäßige Bildung:
  - a-Konjugation: -ado, z. B. hablar – hablado
  - e-Konjugation: -ido, z. B. comer – comido
  - i-Konjugation: -ido, z. B. vivir – vivido
- Unregelmäßige Verben
  - abrir – abierto: (yo) he abierto ich habe geöffnet
  - decir – dicho: (tú) has dicho du hast gesagt
  - escribir – escrito: (él/ella/usted) ha escrito er/sie/Sie hat/haben geschrieben
  - hacer – hecho: (nosotros/-as) hemos hecho wir haben gemacht/getan
  - poner – puesto: (vosotros/-as) habéis puesto ihr habt gestellt
  - traer – traído: (ellos/ellas/ustedes) han traído sie/sie/Sie haben gezogen
  - ver – visto: analog zum obigen
  - volver – vuelto: analog zum obigen
  - morir – muerto
  - cubrir – cubierto
  - romper – roto
  - freír – frito

Unregelmäßige Partizipien mit nur adjektivischer Funktion im Vergleich und die entsprechenden Bedeutungsunterschiede: – Beispiele:
- regelmäßiges Partizip
  - hablado gesprochen
  - comido gegessen
  - hecho gemacht
  - dado gegeben
  - confundido verwechselt
  - expresado ausgedrückt
  - manifestado erklärt, geäußert
  - elegido gewählt

- unregelmäßiges Partizip (adjektivisch)
  - confuso, -a verwirrt, verworren
  - expreso, -a ausdrücklich, deutlich
  - manifiesto, -a offenkundig, augenscheinlich[30]
  - electo, -a gewählt

```
 
Hoy he 
comido
 pescado.
 
Heute ich habe 
gegessen
 Fisch.

 
La sopa está 
comida
.
 
Die Suppe ist 
gegessen
.
```

```
 
Han 
elegido
 al mismo bibliotecaria.
 
Sie haben 
gewählt
 die gleiche Administratorin.

 
La bibliotecaria 
electa
 es Laura Fiorucci 
 
Die 
gewählte
 Administratorin ist Laura Fiorucci.
[
31
]
```

## Gerundio
Das Gerundio wird gebildet, indem an den Verbstamm die Endung -ando oder -iendo angehängt wird. Das spanische gerundio, obgleich im Deutschen mit Gerundium bezeichnet, stellt eine Verlaufsform dar.
Das Deutsche kennt keine Form, wie es das spanische gerundio darstellt, wenn man vom am-Progressiv absieht. – Beispiele:
```
Estoy comiendo.
 
Ich bin gerade am Essen.

Juana está escribiendo un artículo científico.
 
Juana ist gerade am Schreiben eines wissenschaftlichen Artikels.
```

Vielmehr werden im Deutschen Adverbien zur Hilfe genommen. Mit dem gerundio kann man versprachlichen, was jemand gerade tut oder in einer Erzählung im Verlauf tat. Damit wird der Handlung oder dem Ereignis ein prozesshafter Verlauf verliehen. Das spanische gerundio kann keinesfalls wie das deutsche Gerundium adjektivisch verwendet werden.
Werden deutsche gerundivische Satzkonstruktionen ins Spanische übertragen, kann dies nur in der Wiedergabe durch einen Relativsatz erfolgen. – Beispiel:
- die werdenden Mütter werden zu las mujeres que vayan a dar a luz.[32]

Man unterscheidet zwei Formen des spanischen Gerundiums: eine einfache Form, das gerundio simple, und eine zusammengesetzte Form, das gerundio compuesto.
Da es keine exakte Entsprechung in der deutschen Sprache gibt, müssen Umschreibungen verwendet werden, so etwa soeben, im Moment, gerade, gerade etwas tun; jetzt gerade, im unmittelbaren Augenblick; dabei sein, etwas zu machen und Ähnliches mehr. Das gerundio compuesto übernimmt die Aufgaben eines modalen Adverbs insofern, als es die Art und Weise, wie etwas geschieht, ausdrückt. Es unterscheidet sich aber insofern, als es die Gleichzeitigkeit, simultaneidad, oder Parallelität mit der Handlung oder dem Ereignis des durch das konjugierte Verb versprachlichten Inhaltes betont. Beide Handlungen und Ereignisse müssen sich in der derselben Zeitstufe befinden.
Die Verlaufsform der Gegenwart im Englischen, present progressive ähnelt in der Funktion dem spanischen Gerundium, gerundio.
Da das gerundio in dieser Form stets eine Handlung oder ein Ereignis in seinem Verlauf ausdrückt, hat es einen imperfektiven Aspekt.

### Gerundio simple
Man nutzt das gerundio simple, um auszudrücken, ob eine Handlung oder ein Ereignis im Moment des Sprechens im Gange ist, oder aber man betont damit einen Vorgang selbst. Damit verleiht das gerundio simple einer Handlung Ausdruck, die zum Sprechzeitpunkt S (punto de habla H, Sprechzeit) noch im Gange ist oder eben noch nicht abgeschlossen wurde. Das gerundio simple ist keiner Zeitstufe zuordenbar und drückt deshalb auch keine exakte Zeit (Tempus) aus. Vielmehr wird der Umstand gekennzeichnet, dass ein Ereignis „vor-sich-geht“, „vor-sich-ging“ oder „vor-sich-gehen“ wird. Obgleich in der Darstellung der Handlung im gerundio simple keine bestimmte Zeitstufe festlegbar wird, lässt sich aber ein imperfektiver Aspekt ausmachen.

### Gerundio compuesto
Hingegen gibt das gerundio compuesto zum Ausdruck, das eine Handlung zum Zeitpunkt des Sprechens vergangen ist, aber über den berichteten Zeitraum noch im Gange war oder aber noch nicht abgeschlossen wurde.
Das gerundio geht im Hauptsatz eine sehr enge Beziehung zu dem Verb ein und kann deshalb nicht zum Ausdruck einer Nachzeitigkeit, posterioridad, verwendet werden, also es darf mit dem gerundio keine Handlung versprachlicht werden, die später als die Haupthandlung stattfindet. Es dient im Spanischen häufig zur Verkürzung von Nebensätzen, und zwar von Nebensätzen, die in der deutschen Sprache oft mit den Wörtern indem, weil, wenn, als, während beginnen. In solchen Fällen steht das gerundio alleine und folgt häufig der konjugierten Verbform nach. Mit dem gerundio können aber nur solche Nebensätze verkürzt werden, die im Subjekt des Haupt- und Nebensatzes identisch sind, also bei denen die Handlung oder das Ereignis im Nebensatz gleichzeitig mit derjenigen im Hauptsatz stattfindet. – Beispiel:
- Me caí bajando la escalerilla. Als ich stürzte, fiel ich die Treppe hinunter.

Im spanischen Gerundium können Pronomen an das Ende des Gerundiums angehängt werden. Handelt es sich um die adverbiale Verwendung des Gerundiums, ist das Anhängen des Pronomens zwingend. – Beispiel:
- Está tomando un café cortado Er/sie trinkt gerade einen Café cortado; oder Está tomándoselo Er/sie trinkt ihn gerade.
- Las soldadas están llamándolo a filas. Die Soldatinnen sie sind durch ihn einberufen worden. Vorgangspassiv, pasiva con ser o pasiva de proceso + gerundio
- Las soldadas lo están llamando a filas.

## Verkürzung des Nebensatzes mit einer infiniten Verbform
Nebensätze lassen sich vermittels des Infinitivs, Partizips oder Gerundiums verkürzen. So kann etwa eine Präposition mit Infinitiv einen Nebensatz ersetzen, d. h. Anstelle der Konjunktion plus dem konjugierten Verb wird eine Präposition bzw. präpositionale Wendung mit dem Infinitiv gesetzt.
So wird aus den temporalen Präpositionen bzw. Wendungen antes de que das antes de plus infintivo und aus hasta que das por plus infintivo, aus cuando wird al und aus después de que wird después de plus infinitivo. Bei den modalen Wendungen aus sin que nur sin plus infinitivo und aus como wird al. Um kausale, präpositionale Wendungen zu ersetzen wird aus para que einfach para plus infinitivo, aus a fin de que einfach a fin de, aus con el fin de que einfach con el fin de plus infinitivo. Kausale Wendungen werden alle zu por plus infinitivo, so porque, puesto que oder ya que. Konditionale Wendungen wie etwa en caso de que werden zu en caso de und siempre que zu einfach con, das a no ser que zu einfach de. Die konzessiven Wendungen münden ausgehend von a pesar de que und aunque beide in a pesar de.
Beim infinitivo wird die Vorzeitigkeit, anterioridad durch das Zusammenbringen von „haber“ bzw. „habiendo“ mit dem maskulinen Partizip, partizipio pasada im Singular ausgedrückt. – Beispiele:
- Cuando me desaparecí, tres extraterrestres vinieron hacia mí. Als ich verschwand, kamen mir drei Außerirdische entgegen. Pretérito indefinido de indicativo
- Al desaparecerme, tres extraterrestres vinieron hacia mí. Beim Verschwinden, drei Außerirdische kamen mir entgegen.
- No hay razón para criticar a alguien por haber hablado demasiado. Nicht es gibt einen Grund dafür zu kritisieren das jemand zu viel war am sprechen.

Die infinitive Ergänzung kann sich auf das Subjekt oder Objekt oder auf eine unpersönliche Wendung beziehen. Erscheint der infinitivo ohne Präposition, sind folgende Varianten möglich:
- nach dem Kopulaverb ser plus dem unbestimmten Artikel, artículo indefinido oder aber nach einem Possessivpronomen plus einem Nomen.
- Es mi deber hablar en su nombre. Es ist meine Pflicht zu sprechen in seinem Namen.

Das participio pasada seinerseits drückt eine von einem zeitlichen Bezugspunkt aus gesehene Abgeschlossenheit oder Nachzeitigkeit, posterioridad aus.
- Deben haber hablado bastante acerca de la bondad de Dios. Sie müssen haben gesprochen ziemlich hinsichtlich der Güte von Gott.

Voraussetzung für den Ersatz eines Nebensatzes durch das gerundio ist, dass das Subjekt im Haupt- und Nebensatz dasselbe ist und das die Handlung im Nebensatz gleichzeitig, simultaneidad mit der im Hauptsatz stattfindet.
Zur Übersetzung aus dem Deutschen in das Spanische sind Nebensätze, die mit den deutschen Präpositionen:
- während; als; bei (temporal)
- da; weil (kausal)
- indem, wobei (modal)
- falls; wenn (konditional)
- selbst wenn (konzessiv)

eingeleitet werden.
Bei Verben der Wahrnehmung oder Darstellung, etwa ver, describir, representar, observar, oír, escuchar, notar, encontrar, pintar, dibujar, mostrar, imaginar kann das gerundio auch mit Bezug auf das Objekt eingesetzt werden.
Das gerundio kann nur eine Handlung ausdrücken, die gleichzeitig,simultaneidad unmittelbar vorzeitig, anterioridad oder auch unmittelbar nachzeitig, posterioridad zu der des übergeordneten Verbs auftritt. Das gerundio drückt somit keine eigene Zeit aus, aspektuell markiert es dem imperfektiven Aspekt.
```
Vimos a tu hermana 
caminando
 por el centro.
 
Wir sahen deine Schwester am gehen in das Zentrum.
```